# Беркай Омер Огретір
Беркай Омер Огретір (тур. Berkay Ömer Öğretir, 16 лютого 1998) — турецький плавець.
Учасник Олімпійських Ігор 2020 року, де в попередніх запливах на дистанції 100 метрів брасом посів 18-те місце і не потрапив до півфіналів.